# Róbert Vittek
Róbert Vittek (ur. 1 kwietnia 1982 w Bratysławie) – słowacki piłkarz grający na pozycji napastnika.

## Kariera klubowa
Vittek piłkarską karierę rozpoczął w klubie Slovan z rodzinnej Bratysławy. W jej barwach zadebiutował w 1999 roku w pierwszej lidze słowackiej. W premierowym sezonie zajął ze swoim klubem 3. miejsce w lidze. W sezonie 2000/2001 był jednym z trzech napastników obok Tibora Jančuli i Ľubomíra Mészárosa i jako rezerwowy zdobył 10 bramek w lidze przyczyniając się do wicemistrzostwa kraju. Zadebiutował także w rozgrywkach Pucharu UEFA. W sezonie 2001/2002 był już podstawowym zawodnikiem zespołu i strzelając 14 bramek stał się najlepszym strzelcem Slovana (6. miejsce). Natomiast w sezonie 2002/2003 jego dorobek bramkowy to 19 goli. Został jednak tylko wicekrólem strzelców, gdyż o jedną bramkę więcej zdobyli Marek Mintál i Martin Fabuš zawodnicy mistrzowskiej Žiliny (Slovan zakończył sezon na 3. pozycji).
Latem 2003 Vittek przeszedł do niemieckiego 1. FC Nürnberg i przez rok rywalizował z nim w 2. Bundeslidze. Zdobywając 10 goli w lidze przyczynił się do awansu FCN do Bundesligi. W niej Słowak zadebiutował 7 sierpnia 2004 w wygranym 3:1 wyjazdowym spotkaniu z 1. FC Kaiserslautern. W całym sezonie strzelił tylko 5 goli. Był to trzeci wynik z zespole po Markusie Schroth'cie i rodaku Roberta, Marku Mintálu. W sezonie 2005/2006 Vittek zastąpił kontuzjowanego Mintála w zdobywaniu bramek i strzelił ich 16 (w tym dwa kolejne hat-tricki w meczach z MSV Duisburg i 1. FC Köln) notując 5. miejsce w klasyfikacji strzelców. W 2007 roku zdobył z Nürnberg Puchar Niemiec i zajął 6. miejsce w lidze, ale na skutek kontuzji strzelił tylko 4 gole. Z kolei w sezonie 2007/2008 większość czasu spędził na leczeniu kontuzji i nie potrafił zapobiec spadkowi Nürnberg do drugiej ligi. W latach 2003–2008 rozegrał dla tego klubu 109 meczów i zdobył 35 goli.
Latem 2008 roku Vittek odszedł z Nürnberg i trafił za 4 miliony euro do francuskiego Lille OSC. W Ligue 1 zadebiutował 31 sierpnia w wygranym 2:1 meczu z Girondins Bordeaux. W 2010 roku został wypożyczony do tureckiego MKE Ankaragücü. W latach 2011–2012 grał w Trabzonsporze. Na początku 2013 roku został zawodnikiem klubu İstanbul BB. Latem 2013 wrócił do Slovana. W 2016 przeszedł do Debreceni VSC.
| Sezon   | Klub              | Kraj     | Rozgrywki     | Mecze | Bramki |
| ------- | ----------------- | -------- | ------------- | ----- | ------ |
| 1999/00 | Slovan Bratysława | Słowacja | Corgoň Liga   | 14    | 2      |
| 2000/01 | Slovan Bratysława | Słowacja | Corgoň Liga   | 28    | 10     |
| 2001/02 | Slovan Bratysława | Słowacja | Corgoň Liga   | 27    | 14     |
| 2002/03 | Slovan Bratysława | Słowacja | Corgoň Liga   | 29    | 19     |
| 2003/04 | Slovan Bratysława | Słowacja | Corgoň Liga   | 3     | 2      |
| 2003/04 | 1. FC Nürnberg    | Niemcy   | 2. Bundesliga | 27    | 10     |
| 2004/05 | 1. FC Nürnberg    | Niemcy   | Bundesliga    | 24    | 5      |
| 2005/06 | 1. FC Nürnberg    | Niemcy   | Bundesliga    | 30    | 16     |
| 2006/07 | 1. FC Nürnberg    | Niemcy   | Bundesliga    | 24    | 4      |
| 2007/08 | 1. FC Nürnberg    | Niemcy   | Bundesliga    | 17    | 1      |
| 2008/09 | 1. FC Nürnberg    | Niemcy   | 2. Bundesliga | 2     | 0      |
| 2008/09 | Lille OSC         | Francja  | Ligue 1       | 26    | 5      |
| 2009/10 | Lille OSC         | Francja  | Ligue 1       | 12    | 2      |
| 2009/10 | MKE Ankaragücü    | Turcja   | Süper Lig     | 12    | 5      |
| 2010/11 | MKE Ankaragücü    | Turcja   | Süper Lig     | 12    | 1      |
| 2011/12 | Trabzonspor       | Turcja   | Süper Lig     | 1     | 0      |
| 2012/13 | Trabzonspor       | Turcja   | Süper Lig     | 5     | 2      |
| 2012/13 | İstanbul BB       | Turcja   | Süper Lig     | 0     | 0      |
| 2013/14 | Slovan Bratysława | Słowacja | Corgoň Liga   | 17    | 12     |
| 2014/15 | Slovan Bratysława | Słowacja | Corgoň Liga   | 5     | 0      |
| 2015/16 | Slovan Bratysława | Słowacja | Corgoň Liga   | 17    | 12     |
| 2016/17 | Debreceni VSC     | Węgry    | NB I          | 2     |        |
| 2016/17 | Slovan Bratysława | Słowacja | Corgoň Liga   | 8     | 1      |
| 2017/18 | Slovan Bratysława | Słowacja | Corgoň Liga   | 23    | 1      |
| 2018/19 | Slovan Bratysława | Słowacja | Corgoň Liga   | 1     | 0      |

## Kariera reprezentacyjna
W reprezentacji Słowacji Vittek zadebiutował 29 maja 2001 roku w przegranym 0:2 towarzyskim spotkaniu z Niemcami. Obecnie jest jednym z najdłuższych stażem graczy w reprezentacji. Ma na swoim koncie występy w eliminacjach do MŚ 2002, Euro 2004, MŚ 2006, a potem rywalizował o awans do Euro 2008.
Na MŚ 2010 pomógł awansować Słowacji z 2 miejsca w grupie, strzelając 2 bramki w decydującym spotkaniu z Włochami (3:2) oraz bramkę w meczu z Nową Zelandią (1:1). Strzelił gola także w meczu 1/8 finału z Holandią (1:2). Ogółem dla reprezentacji na mundialu zdobył 4 bramki stając się jej najlepszym strzelcem na turnieju w RPA.

## Nagrody
- W 2010 roku otrzymał Krištáľové krídlo[1]